# Bragança (Pará)
Bragança is een gemeente in de Braziliaanse deelstaat Pará. De gemeente telt 124.184 inwoners (schatting 2017).

## Aangrenzende gemeenten
De gemeente grenst aan Augusto Corrêa, Santa Luzia do Pará, Tracuateua en Viseu.

## Galerij

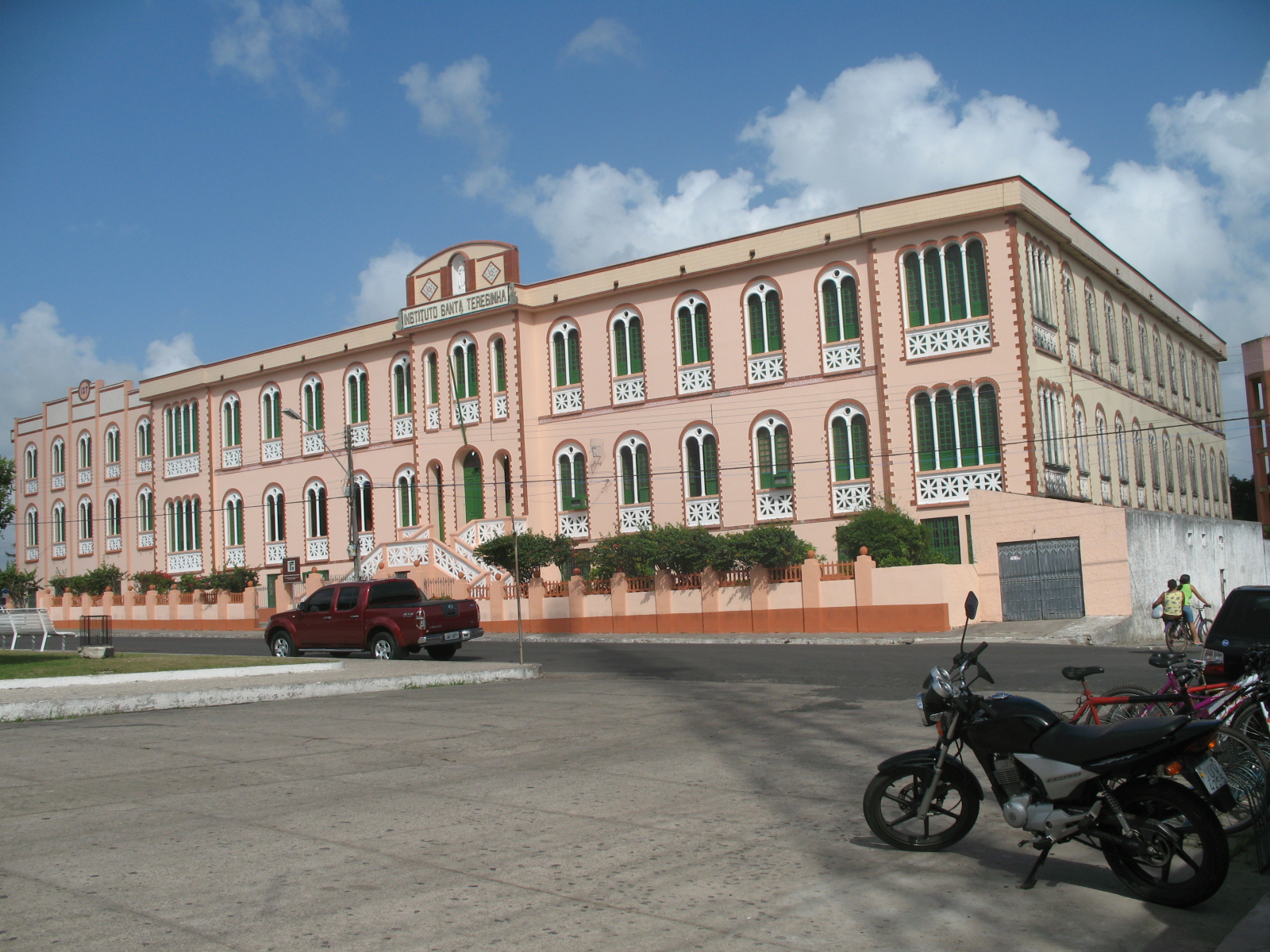
Instituto Santa Terezinha
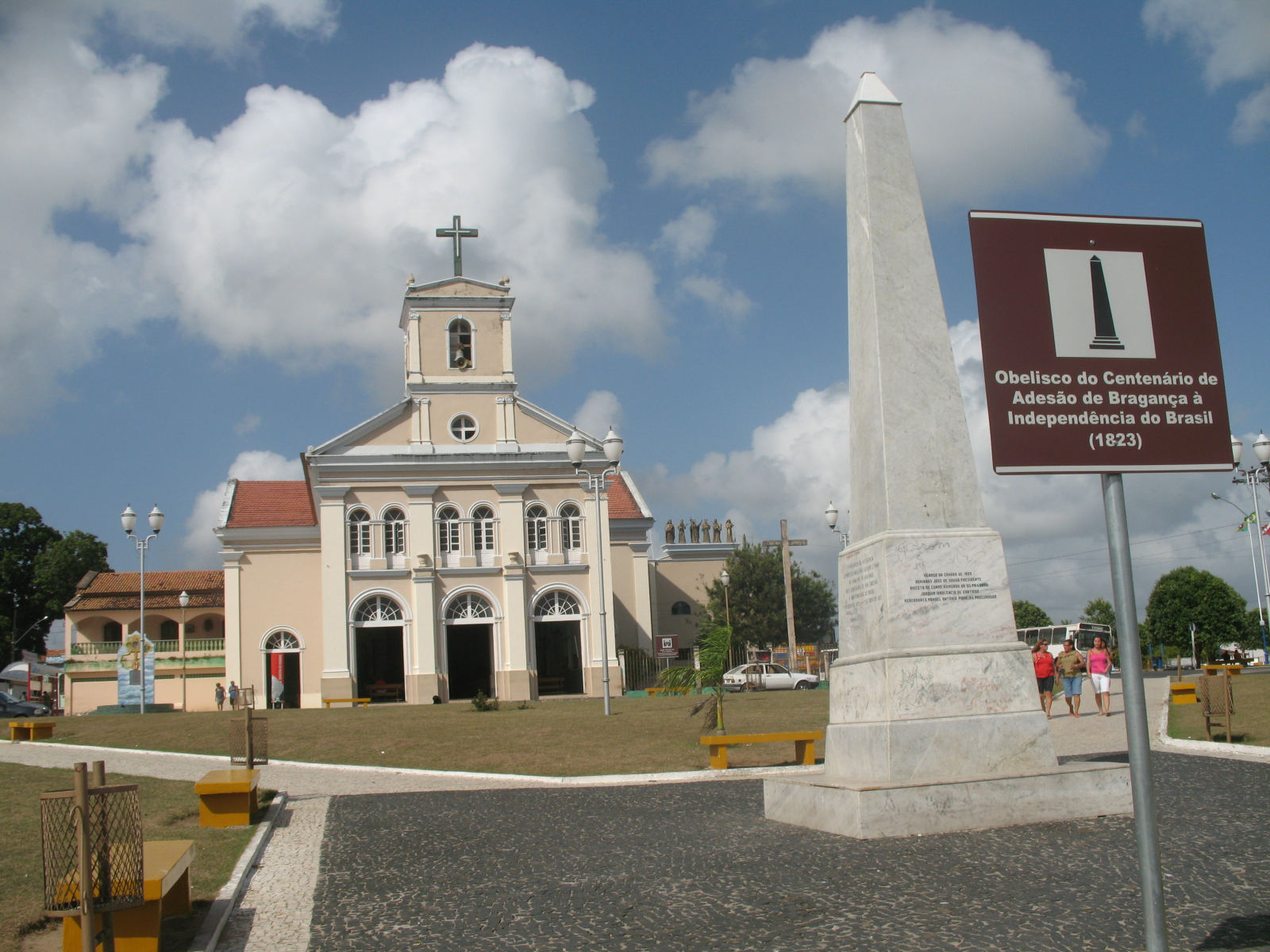
Obelisk en kathedraal Nossa Senhora do Rosário van Bragança